# Misenum
Misenum (łac. Dioecesis Misenensis) – stolica historycznej diecezji w Italii erygowanej w V wieku, a włączonej w VII wieku w skład diecezji Cumae.
Współczesne miasto Bacoli w prowincji Neapol we Włoszech. Obecnie katolickie biskupstwo tytularne ustanowione w 1970 przez papieża Pawła VI.

## Biskupi tytularni
| Lp. | Biskup              | Funkcja                             | Od               | Do              |
| --- | ------------------- | ----------------------------------- | ---------------- | --------------- |
| 1   | Walter Andrew Foery | emerytowany biskup Syracuse (USA)   | 4 sierpnia 1970  | 31 grudnia 1970 |
| 2   | Remigio Ragonesi    | biskup pomocniczy Rzymu (Włochy)    | 29 czerwca 1971  | 27 maja 1977    |
| 3   | Mario Luigi Ciappi  | -                                   | 10 czerwca 1977  | 27 czerwca 1977 |
| 4   | Gerhard Pieschl     | biskup pomocniczy Limburga (Niemcy) | 24 sierpnia 1977 |                 |